# Arundhati Reddy
Arundhati Reddy (Telugu అరుంధతి రెడ్డి; * 10. April 1997 in Hyderabad, Indien) ist eine indische Cricketspielerin, die seit 2018 für die indische Nationalmannschaft spielt.

## Aktive Karriere
Nachdem Reddy seit der Saison 2009/10 als zwölfjährige für Hyderabad gespielt hatte, wechselte sie in der Saison 2017/18 zum führenden indischen Club Railways. Dort wurden die Selektoren für die Nationalmannschaft auf sie aufmerksam. Im September 2018 folgte dann ihr WT20I-Debüt in Sri Lanka. Sie wurde daraufhin für den ICC Women’s World Twenty20 2018 nominiert, wo sie mit dem Team das Halbfinale erreichte. Sie war dann auch beim ICC Women’s T20 World Cup 2020 dabei, wo sie zwei Spiele in der Vorrunde bestritt und Indien letztendlich ins Finale kam. Bei der Tour in England in der
Saison 2021 wurde sie dann aus dem Kader gestrichen, nachdem ihr mit Pooja Vastrakar und Shikha Pandey Konkurrenz auf ihrer Position erwachsen war. In der Saison 2022/23 verließ sie Railways und wechselte nach Kerala. Auch in der Women’s Premier League 2024 konnte sie für die Delhi Capitals überzeugen und kam so wieder zurück ins Nationalteam. Im Juni 2024 spielte sie wieder bei der Tour gegen Südafrika und absolvierte dort auch ihr WODI-Debüt. Sie war Teil des Teams beim Women’s Twenty20 Asia Cup 2024, wo Indien dann später das Finale erreichte. Beim ICC Women’s T20 World Cup 2024 erreichte sie dann gegen Pakistan und Sri Lanka je 3 Wickets für 19 Runs in der Vorrunde. Doch verpasste Indien den Einzug ins Halbfinale.